# 김명혁
김명혁(金明赫, 1937년 6월 4일~2024년 2월 18일)은 대한민국의 신학박사 출신이며, 개신교 장로회 목사 겸 대학 교수이자, 개신교 교육인이다. 개신교 순교자 김관주 목사의 아들이다. 총신대학교에서 역사신학 담당 교수를 했으며, 합동신학대학원대학교 교수와 총장을 역임했다. 한국에서 그는 어거스틴 신학연구와 선교신학에 관한 권위자이기도 하다. 한국복음주의협의회를 창립하여 15년동안 회장과 명예회장 등을 역임하였다. 또한 강변교회를 창립하여 현재까지 원로목사로 있으면서 대한민국 교회의 여러 단체에서 활동하고 있었다. 은퇴후에 여러 교회와 교도소를 방문하여 전도하며 사랑의 실천을 몸소 실천하였다. 그가 존경하는 인물들로는, 자신의 부친 김관주 목사, 이외에도 한경직 목사, 김치선 목사, 손양원 목사, 그리고 주기철 목사를 생전에 언급 및 거론했었다. 가족으로는 김봉화 사모, 큰딸 김혜원과 사위인 이승일 선교사, 큰 손주 이동혁, 둘째 손주 이수혁, 셋째 손녀 이지윤 그리고 둘째 딸은 김혜진이다. 그의 사역을 오랫동안 도왔던 개인비서로는 차순희 집사이다.

## 학력
- 서울중학교와 서울고등학교 졸업 (1953,1956)
- 서울대학교 문리대 사학과 졸업(1961, B.A.)
- 페이스 신학교(Faith Theological Seminary) 졸업(1964, B.D.)
- 웨스트민스터 신학교(Westminster Seminary) 졸업(1966, Th.M.)
- 예일 대학교 신학원(Yale Divinity School) 졸업(1967, S.T.M.)
- 아퀴나스 신학원 (Aquinas Institute of Theology) 졸업(1973, Ph.D.)
- 풀러신학교 선교신학원(Fuller School of World Mission)(1974, Research Associate)
- 튀빙겐 대학교(Tubingen University)(1984, Research Fellow)
- 빌리그레이엄센터(Billy Graham Center)(1988, Scholar in Residence)

## 경력
- 후암교회 교육목사 (1974-78)
- 총신대 강사, 조교수, 부교수 (1975-80)
- 영안교회 담임목사 (1978-79)
- 강변교회 담임목사 (1980-2008.1)
- 강변교회 원로/선교목사 (2008.1-)
- 합동신학교 부교수, 교수, 교장 (1980-1993)
- 합동신학대학원대학교 교수, 겸임교수, 명예교수(1993-현재)
- 한국복음주의협의회 회장 (2002-현재)
- 한국세계선교협의회 공동회장 (1993-현재)
- 소련선교회 부이사장 (1992-현재)
- 한국기독교총연합회 공동부회장(2002-2003)
- 한국기독교총연합회 공동회장(2004-2005)
- 한국복음주의 협의회 회장

## 생애

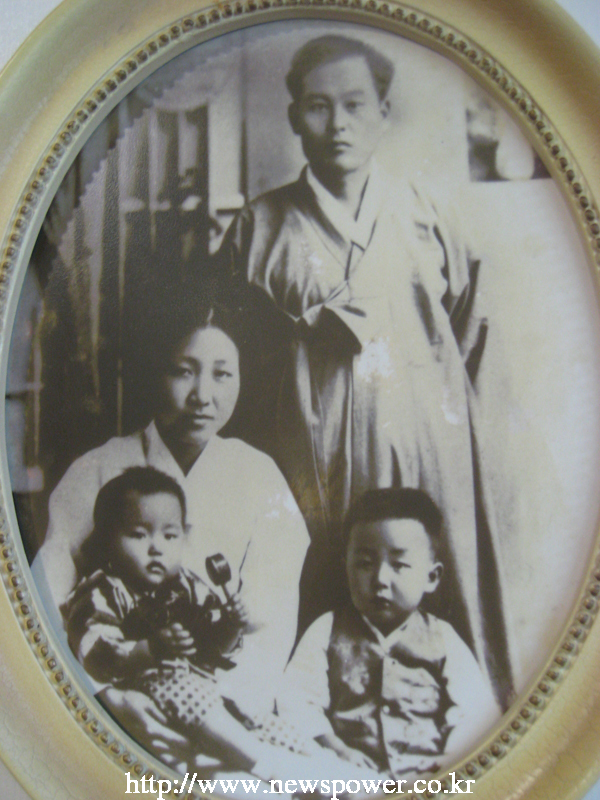
순교자 김관주목사와 아들 김명혁박사

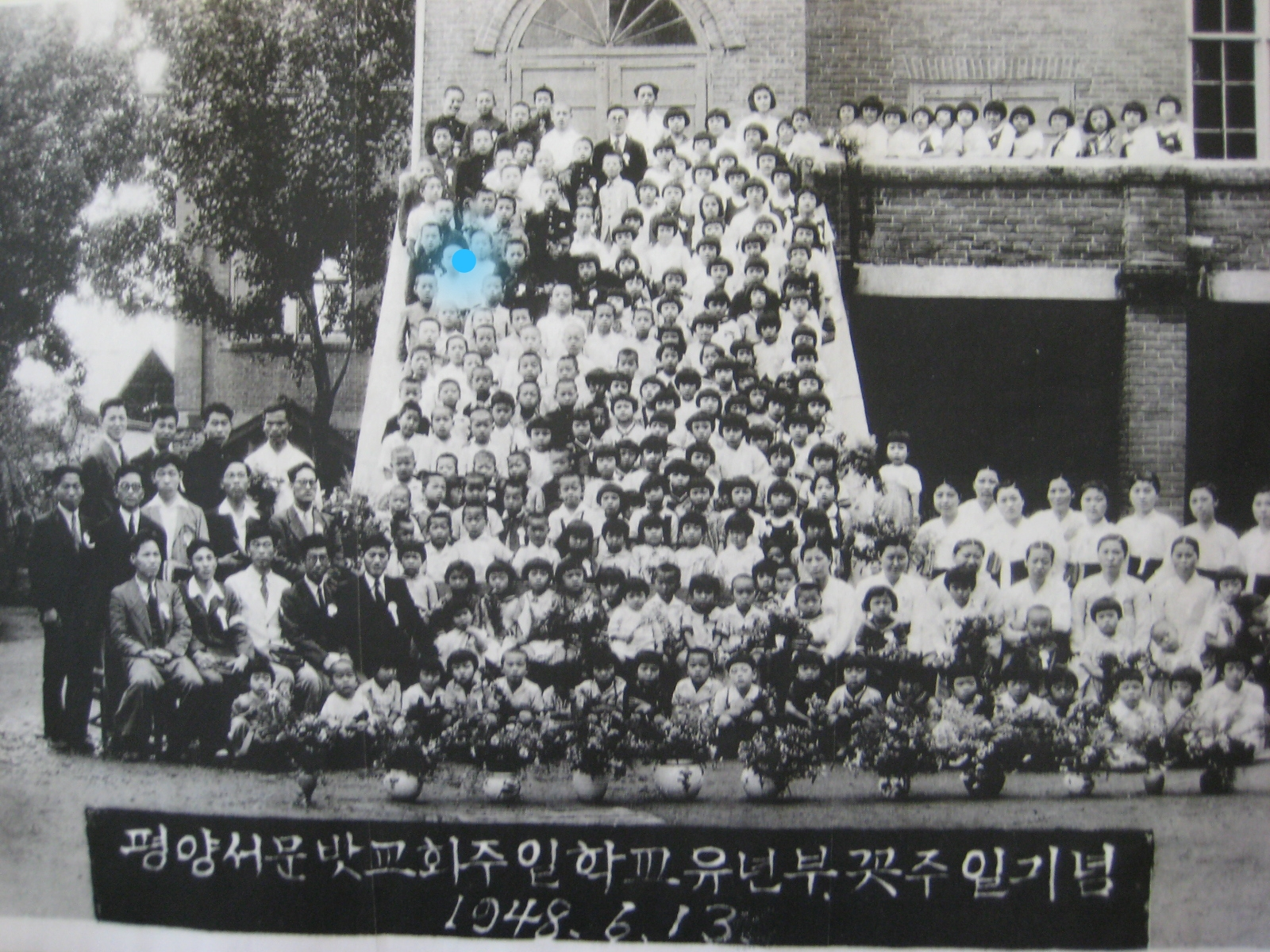
김명혁 목사 어린시절, 맨위좌측아래로 일곱번째 하얀옷 입은 아이. 평양서문밧교회

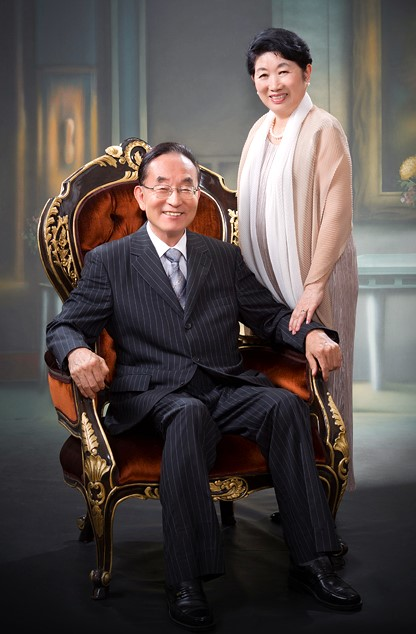
강변교회 김명혁 박사와 김봉화 사모

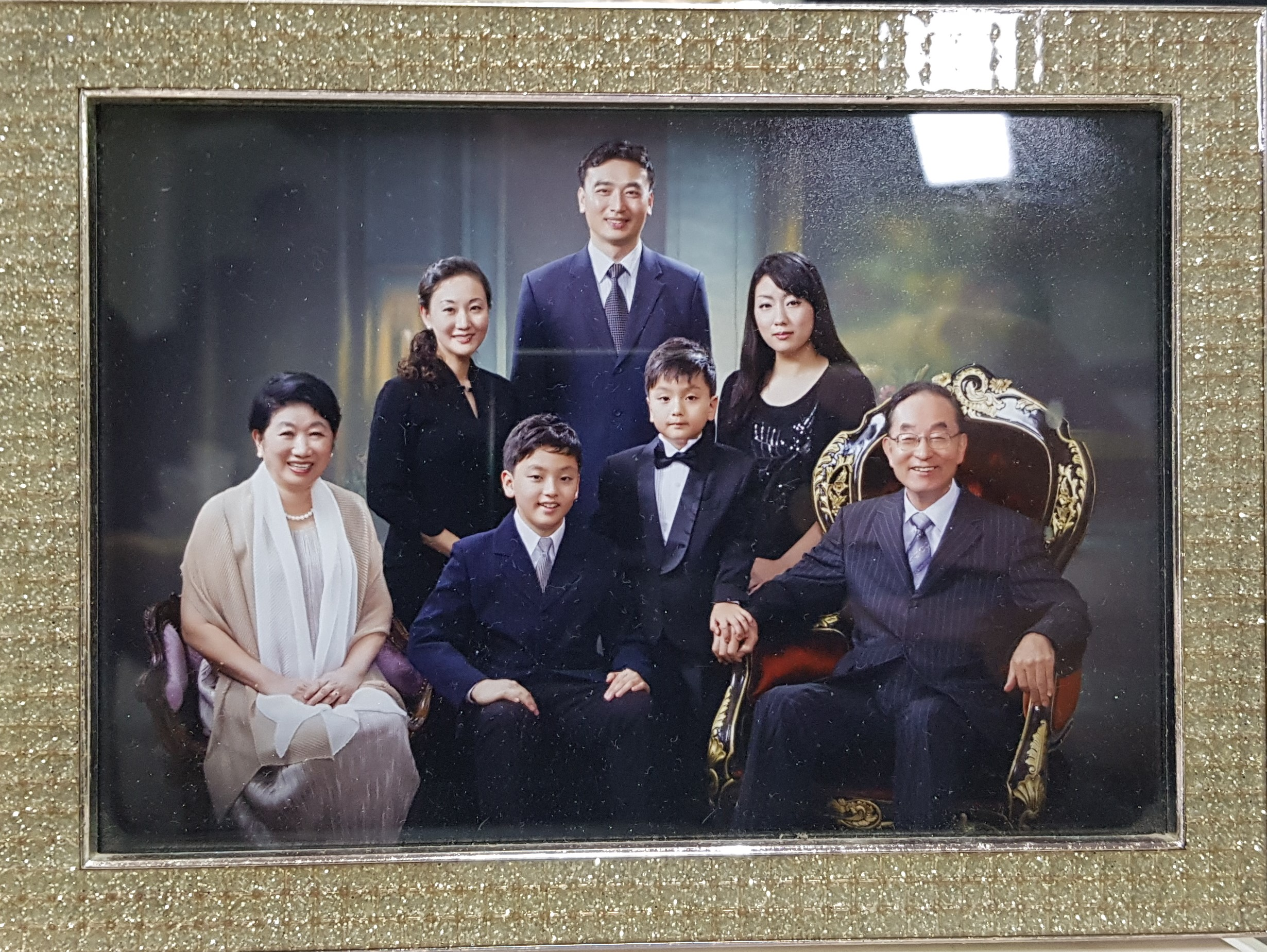
김명혁목사님가족들, 큰딸 김혜원 선교사과 이승일 선교사와 자녀들, 우측에 둘째딸 김혜진

남양 (南陽) 김명혁(金明赫, 1937년 6월 4일) 박사는 순교자 김관주(金冠柱, 1905년 9월 25일-1950년 6월 23일) 목사의 아들로 일본 동경에서 태어나서 2살부터 9살까지 평안북도 신의주에서 10살부터 11살까지 평양에서 자랐는데 11살 때 신앙의 자유를 찾아 홀로 38선을 캄캄한 밤에 뛰어 넘어서 월남하였다. 총신대학교에서 역사신학 교수를 했으며, 합동신학대학원대학교에서 교수와 총장을 역임하였다. 한국에서 그는 역사신학에 관한 여러 권의 저서를 썼으며 어거스틴 연구에 관한 권위자이며 한국복음주의협의회를 창설하여 15년 동안 회장을 역임하였고 현재는 명예회장이다. 또한 강변교회를 창립하여 현재 원로목사로 있으며 한국교회의 여러 단체에서 활동하고 있다. 마음이 따뜻한 교수이며 예레미아와 같은 눈물의 목회자이다.
남양은 1937년 6월 4일 일본 도쿄에서 태어났다. 그러나 그의 호적은 그의 부친의 호적과 같은 평안남도 안주군 안주읍 미상리 558번지이다. 그의 아버지 김관주 목사는 존경받는 인물로서 평안남도 안주군 안주읍 미상리에서 아버지 김현하 영수와 어머니 김정숙 권사의 장남으로 태어났다. 김관주 목사는 일본으로 가서 일본 도시샤 대학(同志社大学) 법학과를 중퇴하고 일본 도쿄 신학교를 나왔다. 그는 당시 의학을 공부하던 여성과 결혼을 하였다. 그는 조선국에 귀국하고 한경직 목사의 초청으로 1938년부터 신의주 제이교회에서 부목사로 시작하여 후에 담임목회 사역을 9년 동안하였고 1947년 평양 서문밖교회로 옮겨 목회를 하였다. 일제 강점기에는 신사참배를 반대하여 감옥에 자주 투옥되었다가 일제가 패망하면서 석방되었다. 그러나 이후 38선 이북에 들어선 공산 정권이 그를 가만히 두지 않았다. 소련이 참여하는 정치에 협조할 것을 강요 받았으나 이를 거부하자 압력이 가해졌다. 그는 오히려 조만식 장로가 이끄는 조선민주당을 창당하는 데 참여했고 이후 조선민주당을 탈당하였다. 공산 정권은 결국 협조하지 않는 그를 1947년 11월 18일 평양에서 체포해 평양 외곽에 있는 사동 탄광으로 데려가서 강제 노역을 하도록 처리했고, 그는 1950년 6월 23일경에 순교하였다.
남양은 이런 그의 아버지의 순교신앙을 몸에 지니면서 자랐으며 후에 그의 삶도 순교적 신앙으로 살게되었다. 남양은 어릴적에 안주에서 캄캄한 수요일 밤 할머니와 온 가족이 등불을 켜 들고 논밭 길을 걸어 멀리 있던 예배 처소에 가서 예배를 드리곤 하였다. 할머니(김정숙 권사)는 한평생 기도와 주일 성수의 신앙을 지니고 시집의 온 가족을 모두 예수님께 인도했다. 비가 오나 눈이 오나 새벽마다 산에 올라가 새벽기도를 평생토록 했다. 결국 남편을 회개시켰고 세 아들을 모두 예수 믿게 했다. 남편은 영수가 되었다. 남양의 부친인 맏아들은 목사가 되었고 둘째 아들은 집사가 되었고 셋째 아들은 장로와 목사가 되었다.
남양이 유년 시절을 보낸 고향은 평북 신의주였다. 그의 부친 김관주 목사가 1938년부터 8∼9년 동안 신의주 제2교회에서 한경직 목사와 함께 목회를 하셨기 때문이다. 그는 한 살 때부터 한평생 한 목사의 지극한 사랑을 받았고 그래서 한 목사를 가장 존경하는 스승의 한 분으로 모시게 되었다. 그때 주일학교 선생님들로부터 배운 신앙적 가르침이 그에게 큰 영향을 주었으며 부친이 일제와 타협하지 않는다고 자주 감옥에 잡혀 갔지만 어머니와 함께 감옥 담장 밖에서 아버지가 들으시라고 목소리를 돋우어 노래를 부르고 소리쳐 아버지 아버지를 부르면서 순교신앙을 몸에 지니면서 살았다고 한다.
그가 초등부 시절을 보낸 곳은 평양이다. 부친은 1946년 신의주 제2교회를 사임하고 47년부터 평양 서문밖교회에서 목회를 시작했는데 얼마 되지 않아 공산당에게 붙잡혀 감옥에 갇히게 되었다. 후에 평양외각에 있는 사동 탄광에 갇혀 있을 때 김일성 주석의 외숙인 강량욱 목사가 그를 회유한 일이 있었다고 한다. 하지만 그는 “내가 강 목사와 손잡으려면 왜 이곳에 와서 고생하겠느냐”고 강하게 거부했다고 한다.
김명혁이 그의 아버지를 마지막으로 만난 것은 1948년 7월 사동 탄광에서였다. 김명혁이 만 11살 때 남루한 작업복 차림의 아버지를 만나서 인사를 나눈 다음 여기서는 주일을 바로 지키며 신앙생활을 제대로 할 수 없기 때문에 남쪽으로 가겠다고 말하자 아버지는 그를 한참바라보시다가 그러면 그렇게 하라고 말씀하셨다고 한다. 그의 어머니는 “너없이는 못살아 하시면서” 말씀하시며 울시면서 가라고 허락을 하셨다.
결국 그는 48년 8월 영적인 고향인 평양을 등지고 사랑하는 어머니와 아버지와 동생들을 남겨두고 38선을 넘어 남쪽으로 왔다. 함께 오던 어른들은 인민군에게 모두 잡히고 그만 혼자서 산과 들과 강을 뛰어넘어서 미지의 땅 남한으로 달려왔다. 그는 두려움을 조금도 느끼지 못했다고 했다, 약간의 스릴을 느꼈다고 했다.
그는 남쪽에 와서 어느 작은 초가집에서 만난 어느 청년의 도움으로 그 청년과 함께 기차를 타고 서울 역에 도착하여 서울 중구 을지로 3가 7번지까지 무사히 올 수가 있었다. 남양은 그 청년을 천사라고 생각했다고 한다. 그곳에는 수년 전부터 서울에 와서 사시던 이모님 집에서 살게되었다. 영락교회에서 한경직 목사님을 다시 만나게 되어서 너무 반가웠는데 한경직 목사님과 신의주 제이교회 출신인 김익순 장로가 그를 따뜻하게 대해주었다.
방산 국민학교 5학년에 입학하여 2년 동안 공부를 열심해서 서울 중학교에 입학하였다. 그의 서울에서의 생활은 오래 계속되지 못했다. 월남한지 2년 만인 1950년 6월 25일 6.25 전쟁이 일어났기 때문이었다. 대구에서 3년동안 피난 생활을 하면서도 신앙생활에 최선을 다했다. 새벽기도는 거의 빠지지 않았고 주일날에는 아침부터 저녁까지 종일 교회에 있으면서 예배    를 정성껏 드렸고 봉사와 전도에도 최선을 다했다고 한다. 그는 처음에는 대구제일교회에 다니면서 신앙생활을 했는데 그 때 어린이 사역의 대부라고 할 수 있는 안성진 목사로부터 많은 영향을 받았다.
또한 대구에서 부흥회를 여러곳에서 인도하셨던 이성봉목사님의 부흥회에 12번이나 참석하여 큰 은혜를 받았다. 이성봉 목사님의 안수기도를 12번이나 받았는데 기도 제목이 무엇이냐고 물으시면 “좋은 목사님이 되는 것이 기도 제목입니다” 라고 대답은 하군 했는데 서너번 후에는 묻지도 않고 “너 기도 제목이 좋은 목사님이 되는 거지”라고 하시면서 안수 기도를 해 주시곤 했다고 김명혁 목사는 말했다. 김명혁 목사는 이성봉 목사님으로부터 회개와 은혜 사모와 기도의 중요성을 배우게 되었다고 한다.
그는 서울로 올라와서 고등학생과 대학생 시절을 보냈는데 창동교회와 대창교회에 다니면서 김치선 목사 밑에서 보다 철저한 신앙생활과 봉사생활을 하게 되었다. 그는 김치선 목사로부터 회개와 새벽기도와 은혜를 사모하는 것과 전도의 영적 유산을 물려 받았다. 김치선 목사님은 새벽마다 “2만 8천여 동네에 가서 우물을 파게 해주소서” 라는 기도의 음성을 듣고 왕십리 벌판에서 전도를 하였다. 그는 이미 고 3때 무조건 토요일과 주일에 왕십리 벌판에서 전도하여 학생이 60명 어른이 40명이 모이는 천막에서 개혁교회를 하였는데 교회의 이름을 한양제일교회라고 하였고 2년 동안 목회사역을 하였다. 그리고 고 3때 한경직 목사를 만나서 좋은 목사가 되기 위해서 대학교에서 무엇을 전공하는 것이 좋으냐고 물었는데 역사를 전공하는 것이 좋다고 추천해 주셔서 결국 서울대학교 문리대 사학과에 입학하게 되었다. 서울대학교 문리대 사학과에서 서양사를 전공하면서 신학 연구와 목회 사역을 하는데 필요한 “균형 잡힌” “양면적인” “포용적인” “관용적인” 사고의 틀과 안목을 배웠다고 한다.
그는 대학생 시절 손봉호 김상복 이형기 이명섭과 같은 좋은 신앙의 친구들을 사귀게 되었고 보람된 일을 함께 하게 되었다. 1960년 4.19가 일어나던, 정치 사회적으로 혼란한 때에 “무엇을 해야 할 것인가?” 라는 문제를 가지고 그들은 문리대 캠퍼스 잔디밭에 앉아 진지하게 논의했다. 그 결과 “새 생활운동”을 시작하여 사회에 도전을 주었다고 한다.
남양은 1961년 대학을 졸업한 후 총회신학교에 입학하였다. 그 당시 교수진은 박형룡, 명신홍, 한철하, 최의원, 오병세, 강태국 교수들로 구성되어 있었는데 그는 한철하 박사로부터 학문적 도전과 감화를 많이 받았다. 교회사를 사건 위주가 아닌 주제와 흐름 위주로 연구하게 된 것이었다. “어거스틴 연구” 강의 시간에는 어거스틴의 초기 작품들을 영문으로 읽으며 그의 신학 방법론과 신앙과 이성과의 관계에 대한 그의 입장들을 다루었는데 그 당시 그에게 많은 감동과 학문에 대한 정열을 불어 넣어 주었다. 결국 그는 후에 어거스틴을 전공하며 석사 학위와 박사학위 논문을 쓰게 된 동기가 되었다.
그는 총회신학교에서 두 학기 공부를 마치고 1962년 미국 필라델피아에 있는 훼이스 신학교로 유학 가서 신학수업을 계속했다. 돈이 부족해서 비행기를 타는 대신 배를 타고 두 주 반 동안의 항해 후 샌프란시스코에 무사히 도착했다. 그리고 즉시 그레이하운드 버스를 타고 이틀 동안 밤낮으로 달려가서 훼이스 신학교에 도착하자 마자 공부를 시작했다. 교장 매크레이박사의 “교회사” 강의를 잘 듣고 공부를 잘 해서 칭찬을 받았고, 교내 인쇄소 책임자의 신임을 얻어서 인쇄소에 가서 일하면서 생활비와 학비를 벌기도 했다.
그는 1964년 훼이스 신학교를 졸업하고 신학사(B.D.)를 얻은 후에 필라델피아에 있는 웨스트민스터 신학교에 입학하여 1년 반 동안 신학석사 과정에서 교회사를 전공했다. 석사학위 논문의 제목은 “신의 도성에 나타난 어거스틴의 역사이론” 이었는데 이는 후에 박사학위 논문으로 발전했다. 1966년 웨스트민스터 신학교를 신학석사 학위(Th.M.)을 얻으며 졸업한 후 뉴 헤이븐에 있는 예일대학교 신학원에 입학하여 또 다시 신학석사 과정에서 역사신학을 전공했는데. 역사신학 교수 자로슬라브 펠리칸(Jaroslav Jan Pelikan) 교수님의 지도를 받아 쓴 석사학위 논문의 제목이 “교부들에 나타난 이사야서의 메시야적 해석” 이었다. 그는 1972년 12월 아퀴나스 신학원에서 철학박사(Ph.D.) 학위논문을 완성한 후 1973년 1월 예일대학으로 다시 와서 리써치 펠로우로 한 해를 지냈다. 그리고 마지막 1년은 풀러신학교에서 선교학을 연구하게되었는데 그의 삶과 목회에 깊은 영향을 받게되었다. 12년 동안의 미국 유학생활을 마치고 1974년 가을에 귀국한 후 후암교회에서 5년 동안 대학생과 청년들을 지도하며 교육목사로 목회한 일이 있었다. 그의 지도로 목회와 선교에 헌신한 제자들로는 안성원, 김동화, 박선규, 최성호, 이진, 양용태, 한옥희, 탁정희 등이 있었다. 후암교회 사역을 마치고 1978년 6월 22일부터 1979년 2월 18일까지 8개월 동안 영안교회에서 개척 목회를 하였다. 1980년 4월 6일 강변교회를 설립하여 28년 동안의 강변교회의 목회를 한 후에 2008년 1월 13일에 은퇴를 하였다. 2024년 2월 18일 춘천에 있는 산천무지개교회에 설교를 가던중 교통사고를 당하여 소천하였다.

## 신학사상
역사적 정통 개혁주의보다는 복음주의 신학자로서 한국교회의 연합운동에도 기여하였다. 역사적 선교학적 접근에서 그의 신학사상의 평가가 재조명되어야 한다.

1. 종말론적 역사관
남양 김명혁 박사의 신학은 그의 역사관에서 출발한다. 그는 처음에는 역사를 별로 좋아하지도 않았고 역사의 중요성을 바로 알지도 못했다고 한다. 고등학생 때 수학과 물리와 영어와 체육을 좋아했었다. 서울대 문리대 사학과에 입학하여 역사를 공부하기 시작했지만 1학년 때 택한 국사 동양사 서양사 개론 과목들의 성적이 모두 낙제를 겨우 면할 정도였다. 3, 4학년 때부터 역사과목의 성적이 A 정도 되었고 서양사 분야의 졸업논문 성적을 우수하게 받았으나 역사의 중요성을 아직 충분히 알지는 못했다. 그러나 후에는 그리스도인의 삶에 있어서, 특히 목회자의 삶에 있어서, 역사가 얼마나 중요하다는 사실을 절감했었다. 삶의 지혜를 얻고 하나님의 뜻을 분별하기 위해서 성경의 계시와 성령의 조명이 절대로 필요하지만 그것과 함께 절대로 필요한 것이 바로 역사적 안목임을 알게 되었다고 한다. 남양은 이렇게 말한다. “나 자신과 이 시대에 대한 하나님의 뜻과 지혜를 분별하고 습득하는 세 가지 척도와 자원이 있는데 그것은 성경의 가르침과 성령의 조명과 역사적 안목이다.”라고 한다. 그는 역사의 중요성을 바로 인식한 펠리칸(Jaroslav Jan Pelikan) 박사, 라토렛(K. S. Latourette) 박사, 베인톤(Roland Herbert Bainton) 박사 그리고 성공회 교단의 존 스토트(John R. W. Stott) 박사의 역사관을 따라서 신구약 성경을 하나님의 책 제1권이며 교회사를 하나님의 책 제2권이라고 했다. 그들로부터 역사적 안목을 갖게되었다.
남양에게 역사란 무엇인가? 그는 역사란 현재와 과거와 영원과의 만남이라고 한다. 시간의 통합적 연속속에서 역사의 의미를 찾고 있다. 먼저 그는 역사란 무엇인가?에 대하여 세가지 견해.
첫째, 역사란 과거에 (자연계와 인간계에) 일어난 사건들(facts)을 정확히 기록하는 것이라는 견해가 있다(예:랑케)고 한다. 따라서 역사가의 과업은 “단지 과거에 일어난 사건들을 사실 그대로 보여주는데 있다”고 말한다.
둘째, 역사란 과거의 사건들을 해석하는 것(interpretation)이라는 견해가 있다(예:R. G. Collingwood)고 한다. 즉 “현재의 관점에서 과거를 보는 것”이 역사라는 견해이다. 따라서 역사가의 과업은 그의 마음 속에 과거의 역사를 재연하는 것(reenactment)이라고 말한다.
셋째, 역사란 과거의 사건을 정확히 기술함과 아울러 그것을 오늘의 삶의 상황에 비추어 해석하는 것이라는 견해(예:Edward Hallett Carr)라고 한다. 즉 역사는 사건과 해석을 포함하며 객관적 요소와 주관적 요소를 포함한다는 견해로서 과거와 현재를 동시에 붙잡는 것이 역사라는 견해라고 한다.
남양은 세 번째 견해(예:Edward Hallett Carr)를 따라서 역사를 “현재와 과거의 끊임 없는 대화”(unending dialogue between the present and the past)라는 정의를 동의하면서 현재와 과거와의 끊임없는 만남과 대화가 역사요 역사적 안목이라고 한다.
과거의 역사는 나와 상관이 없는 역사가 아니다. 오늘 내가 당면하는 문제들을 이미 과거의 역사가 먼저 경험을 했다. 그러므로 과거의 역사를 읽는 것은 어떤 의미에서 오늘의 나의 문제와 나의 이야기를 읽는 것과 같다. 그래서 과거의 역사를 읽을 때 “그들은 내가 당면하는 문제를 어떻게 대처했는가” 라는 진지한 질문과 관심을 가지고 읽게 된다고 한다. 이와 같은 태도를 가지고 과거의 역사를 읽을 때 오늘 나의 위치와 문제를 보다 정확하고 객관적으로 분석하게 되고, 오늘의 현실을 바로 살 수 있는 지혜와 용기를 얻게 되며, 내일을 향한 보다 풍부한 통찰력을 가지게 된다는 것이다.
그에게 있어서 역사란 과거와의 끊임없는 만남과 대화인 동시에 미래와의 끈임 없는 만남과 대화이기도 하다. 기독교의 역사는 미래 지향적이고 발전적이며 종말론적이기 때문이다. 역사의 주인이신 하나님이 알파의 포인트와 오메가의 포인트를 손에 쥐고 계시는 분이시기에 그렇다고 한다. 사도 요한과 사도 바울이 미래 지향적 역사관을 보여주었고 이레니우스와 어거스틴과 쿨만이 미래 지향적 역사관을 수립했다는 것이다. 현재와 미래와의 끊임없는 연계를 유지할 때 오늘을 승리할 수 있는 삶의 지혜와 용기를 터득하게 되는데 미래는 과거와 현재의 총화(總和))이기 때문이라고 한다.
2. 종말론적 초연
그는 종말론적 초연을 강조한다. 이것은 자기 자신의 모습을 나 밖에서 그리고 종말론적 완성의 점에 서서 내려다 보는 것이라고 한다. 예를들어 사후체험을 한 사람이 자기 밖에서 자기 위에서 자기를 내려다 보는 초연의 안목을 지닐 수 있다고 한다. 그리고 자기를 내려다보는 위치를 멀리 종말론적 오메가 포인트에 둘 수도 있을 것이다.
이와 같은 ‘종말론적 초연’의 자세를 가지게 될 때, 그리고 과거와 현재와 미래의 모든 사건들이 하나님의 구원사역을 이루어 나아가는 구속사의 과정과 방편들이라는 인식을 가질 때, 그 사건들의 의미는 크고 분명해진다. 특히 오늘의 내가 구속사의 한 점을 점유하고 있다는 사실을 발견하고 인식하게 될 때, 나는 오늘을 살아가는 나의 삶의 의미와 용기와 기쁨을 발견한다. 이와 같은 ‘종말론적 초연’의 자세를 가지게 될 때 나에게 가해지는 오해와 멸시와 박해도 나를 도무지 불쾌하게 만들지도 낙심하게 만들지도 못한다. ‘그럼에도 불구하고’ 또는 ‘오히려 그렇기 때문에’ 보람과 기쁨과 용기를 가지고 역사 창조의 사명을 묵묵히 수행해 나아가게 된다. 이와 같은 역사적 안목을 지닌 신앙의 사람들을 성경은 묘사하기를 ‘세상이 감당하지 못하는’ 사람들이라고 했다(히11:37).
3. 양면성의 종말론적 역사신학
이것은 한쪽에 치우치지 않고 중용과도 다른 양극을 붙잡는 역동적 통일성을 주장한다. 그의 이런 사상은 어거스틴의 전공자로 종말론적인 하나님의 나라 사상에서 근거한다고 볼 수 있다. 삶의 지혜를 얻고 하나님의 뜻을 분별하기 위해서는 ‘성경의 계시’와 ‘성령의 조명’이 절대로 필요하지만 그것과 함께 절대로 필요한 것이 ‘역사적 안목’이라고 말했다. 그리고 역사적 안목은 ‘현재와 과거와 영원과의 만남’으로 주어지며 ‘종말론적 초연’의 자세를 지니므로 주어진다고 말했다. 이와 같은 역사적 안목을 지니게 될 때 우리가 지니게 되는 사고와 관점의 틀 중의 하나는 ‘양면성’의 사고와 ‘양면성’의 관점이라고한다. 이것은 흑백논리를 뛰어넘는 사고와 관점의 틀이며 그것은 동양적인 ‘중용’과도 다르다고 한다. 그것은 ‘양극을 붙잡는 역동적 통일성’ (dynamic unity holding both extremes)의 사고와 관점이라고 한다.
그것은 ‘하나님의 주권’과 ‘개인의 창조적 역할’을 동시에 붙잡는 사고라고 한다. 하나님의 주권을 100% 인정하면서 동시에 개인의 창조적 역할을 100% 인정하는 사고인데 우리의 신앙의 선배들은 하나님의 주권과 섭리를 전폭적으로 인정하고 따르는 하나님 중심적 삶을 살았다고한다(롬11:36). 예를들면 칼빈은 "하나님의 섭리에 대한 무지야말로 최상의 비참이요, 하나님의 섭리에 대한 지식이야말로 최상의 축복이다"(강요Ⅰ,17:11)고 말했다고 한다. 그런데 하나님의 주권을 전폭적으로 인정하고 따르는 삶은 나 개인의 적극적이고 창조적 역할을 인정하고 강조하는 삶인데 이 두 가지는 서로 모순되는 것이 아니라 상호 조화를 이루는 것이라고 한다. 사도행전에도 두 가지를 동시에 붙잡는 ‘양면성’의 사고와 관점이 나타난다고 한다(행14:3,19∼20, 고전15:10, 골1:29). 하나님의 주권 아래서 하나님의 뜻을 이루어 나아가는 사람은 역사를 창조해 가는 역사의 주역이 되고 이와 같은 ‘양면성’의 사고는 우리의 사고와 삶의 모든 영역에 적용될수 있다고 한다.
역사적 안목과 양면성의 사고를 지닐 때 우리는 인간과 세계에 대한 보편적인 관점을 지니게 된다고 한다. 그것은 지역주의나 민족주의나 인종주의를 넘어서는 보편적이고 초월적이고 세계적인 관점이며 하나님이 인간과 세계를 바라보시는 눈으로 인간과 세계를 바라보게 된다고 한다.
남양은 역사적 안목과 양면성의 사고를 지닐 때 우리는 자연에 대해서도 긍정적인 자세를 지니게 된다고 한다. 하늘과 땅의 모든 피조물이 인간들과 함께 하나님의 영광을 들어내는 영광 나타냄의 존재로 보게 되며(시19:1-4), 하나님을 찬양하는 찬양의 존재로 보게 된다고 한다(시148:1-14). 십자가의 피는 인간들만을 하나님과 화목케 하고 통일되게 하는 구원의 역할을 할뿐 아니라 하늘과 땅에 있는 모든 만물도 하나님과 화목케 하고 통일되게 하는 구원의 역할을 한다는 사실을 알게 된다고 한다. 그래서 우리는 다음과 같이 고백을 하게 된다고 한다. 역사적 안목과 양면성의 사고를 지닐 때 우리는 고난과 죽음과 종말에 대한 긍정적인 이해와 자세를 지니게 된다고 한다. 고난은 일반적으로 범죄의 결과로 주어지는 형벌이지만 하나님께서 자주 사용하시는 훈련의 도구임을 알게 된다고 한다. 고난을 통해 사람은 자신을 바로 알게 되고 하나님을 바로 알게 되며 이웃을 바로 알게 됨을 알게 된다고 한다. 고난을 통해 사람은 성숙하게 되고 겸손하게 되며 하나님의 뜻을 이루는 도구가 됨을 알게 된다고 한다(고후1:3∼9). 죽음도 이제는 저주가 아니라 천국의 축복으로 이르는 관문이 됨을 알게 된다고 한다(고전15:51∼58). 성도의 죽음은 귀중한 것임도 알게 되어서(시116:15), 따라서 고난과 죽음을 긍정적으로 받아드리며 종말을 바라보며 종말을 준비하는 자세를 가지게 된다고 한다(딤후4:7,8). 종말론적 의식을 가지고 자신과 세상에 대한 애착을 버리면서, 가볍게 사는 법을 배우게 된다고 한다(고전7:29∼31, 빌3:8). 그리고 종말을 사모하게 된다고 한다(빌1:23, 고후5:1-10).
4. 개혁신학에 기초한 복음주의 신학
그는 역사적 개혁주의 신학과 더불어서 성경적 복음주의 신학을 동시에 붙잡는 역동적인 신학자이며 목회자이다.
먼저 그는 개혁주의를 다섯가지로 설명하고 있는데 “하나님 중심적 신학사상”, “성경 중심적 신학사상”, “교회 중심적 신학 사상”, “기도와 경건 중심적 신학 사상”, 그리고 “문화 변혁주의적 신학 사상”이다. 남양은 역사적 개혁주의 신학과 칼빈신학에 확고한 뿌리를 내리고 있다. 그는 한국교회가 개혁주의 신학을 바로 이해하고 구체적으로 받아들이고 깊이 뿌리내리게 되길 바란다. 또한 칼빈의 하나님 중심주의는 평생을 배우고 익혀도 제대로 익힐 수 없는 가장 고귀한 형태의 신앙과 신학이라고 말한다. 그것은 도서관이나 책에서 배울 수 있는 것도 아니고 신학교의 3년간 교육과정에서 익힐 수 있는 것도 아니라, 하나님의 존전과 사역의 일터에서, 그리고 고난과 실패의 과정을 거치면서 비로소 조금씩 배워가고 익혀가는 형태의 신앙과 삶이라고 주장한다. 이런 개혁주의 신학적인 훈련과 더불어서 그는 역사적 개혁주의 신학은 문화를 개혁하고 경건과 사랑 그리고 기도에도 강조를 해야한다고 한다. 루터와 낙스도 기도의 사람이었는데 이런 것들이 없다면 죽은 정통이 될수있다고 경고한다. 따라서 그는 복음주의 신학의 긍정적인 면을 보완하여 자신의 신학적 특징으로 만들었다.
김명혁 박사는 먼저 복음주의 신학의 여러 문제점들을 잘 알고 있었다. 그는 개인주의적 성향, 감정주의, 주관주의적 성향, 교회관의 약화와 교리의 약화가 단점이라고 지적한다. 그럼에도 불구하고 자신은 개혁주의 신학전통과 더불어서 복음주의 신학 전통을 함께 붙잡으려 한다고 한다.
역사적 복음주의 신학의 이런 약점에도 불구하고 그는 성경적 복음주의 신학을 추구한 신학자였다. 그에게 있어서 복음주의란 성경에 근거한 운동이다.
"복음주의"(Evangelicalism)는 교회사적으로 고찰할 때는 종교개혁 및 각성운동 이후에 형성된 운동이지만, 그 내용과 이념의 관점에서 고찰할 때는 가장 오래된 성경적 주장과 내용이라고 하겠다. 복음이라는 말은 복음서들과 바울 서신 안에서 자주 쓰여진 말일 뿐 아니라 어떤 의미에서 신약성경의 핵심적 내용이라고 하겠다. 복음을 제일 먼저 선포하신 분은 바로 예수 그리스도 자신이었고(막1:14), 복음을 다시 체계적으로 천명한 사람은 사도 바울이었다(롬1:1-17). 예수 그리스도는 그의 복음 선포에서 복음은 죄에서 돌이켜 회개하고 복음을 믿으므로 하나님 나라에 들어가게 되는 복된 소식이라고 했고, 바울은 그의 복음 천명에서 복음은 성경에 약속된 하나님의 아들 예수 그리스도에 관한 것으로 그 그리스도를 믿으므로 구원을 얻어 죄에서 해방되어 의의 종이 되는 복된 소식이라고 했다.
이런 주장에 근거하여 남양은 복음주의란 "복음을 천명하는 입장이나 운동"이라고 정의할 수 있고 조금 더 자세히 설명하면 "죄로 말미암아 망할 수밖에 없는 인간들을 구원하시기 위하여 하나님께서 은혜로 독생자 예수 그리스도를 세상에 보내어 십자가 위에서 대속의 죽음을 죽게 하신 것을 믿음으로 받아들일 때 무조건 구원을 얻는다는 복된 소식을 천명하는 입장이나 운동"이라고 정의한다. 이런 복음주의에 대한 그의 정의는 성경적 회개와 십자가의 구속과 은혜 그리고 믿음에 대한 강조가 나타난다고 볼수 있다.
그는 복음주의는 종교개혁 운동의 모토인 성경만, 은혜만, 믿음만과 아울러 각성운동의 특징인 개인적 회심의 체험과 경건한 삶, 봉사와 전도와 선교, 교회의 갱신과 사회변혁 및 협력과 연합 등을 강조하고 평신도들의 참여를 강조한다고 한다. 신학적인 측면에서 서술하면 복음주의는 하나님의 초월성과 주권, 성경의 영감과 절대권위, 인간의 전적 타락, 예수 그리스도의 신성과 대속적 죽음, 은혜와 믿음으로 말미암는 구원의 체험, 성화와 경건된 삶, 복음화와 선교이 사명, 사랑의 봉사와 균형잡힌 사회참여, 신자의 제사장직, 그리스도의 재림과 최후의 심판 및 하나님 나라의 현현과 종말론적 완성 등을 주장하는 것이라고 한다.
남양은 복음주의가 주장하는 이런 신앙고백들을 고찰할 때 복음주의와 개혁주의는 별다른 차이가 없다고 한다. 그는 칼빈의 개혁주의 신학전통에 서서 개혁주의 신학의 본질과 이념을 가장 성경적이고 가장 탁월한 신학으로 받아들이며 그렇게 주장한다. 그러나 교회사에서 보는 대로 개혁주의 신학이 때로 신학의 지식이나 체계 자체만을 강조하는 나머지 복음의 정열을 상실하게 되는 경우가 있음을 봄으로써 개혁주의 신학전통과 아울러 복음주의 신학전통을 함께 붙잡는 것이 바람직하다고 한다. 이렇게 하는 이유는 우리의 신앙의 선배들이 이루어놓고 물려준 고귀한 신앙의 전통들을 함께 붙잡아 오늘 우리에게 주어진 시대적 사명을 충실히 그리고 보다 효과적으로 수행해 나아가는 것이 우리가 해야할 일이라는 것이다. 이런 시대적 사명에서 그는 개혁주의적 복음주의 신학자로서 그의 독특성을 보여주었다.
5. 선교와 통일을 향한 실천적 신학
그의 삶은 학자로서 상아탑에서 이론으로 끝나지 않고 또 교회안에서 개인구원으로 제한되지 않는다. 오히려 그는 교제와 봉사와 사랑을 실천하는 삶을 사회영역에서도 강조한다. 이런 그의 실천적 사랑은 교회를 넘고 국경을 넘어 그리스도의 희생과 사랑의 풍성함을 온 세계에 전하는 실천적 신학자이다. 이런 실천은 바로 선교관과 통일신학에서도 잘 나타난다.
그는 먼저 이웃과 사회를 향해 헌신하는 착한 사람을 주장한다. 착한 사람은 성경에서 찾아볼수 있다고 한다. 예를들어 그가 말한 사도행전 속 착한 사람들, 그들은 예루살렘교회 신자들, 집사들, 욥바에 살던 도르가, 가이사랴에 살던 로마사람 백부장 고넬료, 안디옥 교회의 설립자였던 바나바, 사도 바울의 후계자가 된 디모데, 빌립보교회의 설립자 루디아 등이라고 한다. 그는 "하나님께서 가장 기뻐하시는 사람도 '착한 사람'이라고 생각한다"고 말하고, "성부 성자 성령 하나님께서는 착하신 분이시기 때문"이라고 했다. 성부 하나님께서는 가난하고 병든 사람들을 불쌍히 여기시고 사랑하시는 '착하신' 분이고, 성자 예수님께서도 모든 죄인들과 모든 병자들을 불쌍히 여기시고 용서하시고 사랑하시는 '착하신' 분이며, 성령 하나님께서도 우리들의 연약함을 도우시고 우리들을 위해서 탄식하시면서 기도하시는 '착하신' 분이시라고 한다.
오늘날 한국교회에 이런 착한 사람이 필요하다고 하면서 우리들이 '착한 사람들'이 될 수 있는 방법은 "착하신 분들이신 성부 성자 성령 하나님을 바라보고 또 바라보면, 사도 행전에 나타난 착한 사람들과 교회 역사에 나타난 착한 사람들을 바라보고 또 바라보면, 우리들도 조금씩 아주 조금씩 착함을 우리 몸과 마음에 지니고 나타내 보이는 착한 사람들이 될 수도 있다“고 주장한다. 이런 그의 사상은 구제와 이웃에 대한 사랑 그리고 선교와 통일신학으로 나타난다.
일찍이 남양은 선교에 대한 열정으로 선교학 강의를 하고 선교학 관련의 책들도 번역 하였다. 그가 선교에 관심을 가지고 선교 사역에 참여하도록 도전을 준 인물은 유학생활을 마칠 무렵 미국에서 만난 조동진 목사였다. 그는 조동진 목사의 권유로 풀러 신학교에 가서 마지막 1년 동안 선교학을 연구하게 되었고 선교적인 관점에서 성경을 보기 시작했다고 한다. 그런 연유로 랄프 윈터 (Ralph D. Winter)박사와 풀러신학교의 선교학 교수들과 독일의 피터 바이어하우스 (Peter Beyerhaus)박사 등과 친밀하게 사귀게 되었고 후에는 영국의 존 스토트 (John Stott)박사와도 친밀하게 사귀게 되었다고 한다. 이 모든 것이 그에게는 너무나 큰 은혜요 큰 축복이었다고 고백한다.
남양은 선교의 정의와 목표는 하나님 나라에 있어야 한다고 한다. 그러나 한국의 많은 선교사들이 킹덤 선교 미션이 아닌 교회 중심적인 선교를 한다고 한다. 그의 선교관은 철저하게 하나님의 관점에서 사도적 유전자를 가진 선교를 주장한다.  목회를 바로 하기 위해서는 선한 목자가 되시는 주님을 바라보아야 하고 선교를 바로 하기 위해서는 선교의 모델이신 예수님을 바라보라고 한다. 그는 목회와 선교의 모델이신 예수님의 삶과 사역을 가장 분명하게 나타내 보여주는 말씀이 요1:14과 막10:45이라고 말한다. 예수 그리스도 사역을 통하여 선교의 특징을 찾아낸다. 그는 “선교 칠도” 라는 말을 자주 한다.
첫째로, 선교는 “버리고” “떠나서” “찾아가는” 것이라고 생각합니다. 선교의 모델이 되시는 예수님께서 하늘 영광을 “버리시고” 하늘 집을 “떠나시고” 세상을 “찾아오셨기” 때문입니다. 둘째로, 선교는 찾아가는데 그치지 않고 찾아 간 곳의 사람들처럼 “되는” 것입니다. 선교의 모델이 되시는 예수님께서는 본래 하나님이셨고 말씀이셨는데 하늘 집을 버리고 떠나서 세상에 찾아오셔서 육신을 가진 사람이 “되셨기” 때문입니다. “말씀이 육신이 되어”(요 1:14). 셋째로, 선교는 다른 사람들과 “함께 사는” 것입니다. 선교의 모델이 되시는 예수님께서는 본래 하늘에서 성부 하나님 성령 하나님과 함께 그리고 천군 천사들과 함께 영광 중에서 사셨지만 하늘 영광을 버리고 하늘을 떠나 세상에 오셔서 세상의 사람들과 “함께 사셨다” 고 했기 때문입니다. 넷째로, 선교는 다른 사람들과 함께 살면서 다른 사람들을 긍휼과 용서와 자비와 사랑으로 “섬기는” 것입니다. 선교의 모델이 되시는 예수님께서 “인자의 온 것은 섬김을 받으려 함이 아니라 도리어 섬기려 하고”(막 10:45). “나는 섬기는 자로 너희 중에 있노라”(눅 22:27). 라고 말씀하셨기 때문입니다. 다섯째로, 선교는 “함께 놀아주는” 것입니다. 선교의 모델이 되시는 예수님께서 어린 아이들과 함께 놀아주셨고 세리와 죄인들과 식사도 함께 하시고 대화도 함께 하시면서 함께 놀아주셨기 때문입니다. 여섯째로, 선교는 다른 사람들과 함께 살면서 “화해와 평화와 하나됨”을 이루는 것입니다. 예수님께서 구유에 탄생하시고 십자가에 달려 죽으신 목적이 우리 죄인들을 죄와 사망에서 구원하심에 있었지만 궁극적으로는 증오와 분노와 분쟁으로 가득한 세상과 우주에 “화해와 평화와 하나됨”을 가져오시는데 있었기 때문입니다. 일곱째로, 선교는 “제물 되는 삶”을 살다가 “제물 되는 죽음”을 죽는 것입니다. 선교의 모델이 되시는 예수님께서 “제물 되는 삶”을 사시다가 “제물 되는 죽음”을 죽으셨기 때문입니다.
김명혁 박사의 통일신학은  십자가를 통한 하나님과의 화해 그리고 인간간의 화해와 만남을을 주장한다. 자신의 통일신학을 다음과 같이 언급한다.
저는 기독교 복음의 핵심은 에베소서 2장에 나타난 대로 십자가를 통한 하나님과의 화해 그리고 인간간의 화해라고 생각하며, 하나님의 인간 구원사역은 하나님께서 죄인들을 찾아와서 만나시고 모든 것을 나누어 주시는 사역이며 그리고 구원 받은 인간들로 하여금 다른 사람들을 찾아가서 만나고 모든 것을 나누게 하시는 사역이라고 생각한다. 기독교의 화해의 신학과 만남과 나눔의 신학이 곧 통일의 신학이다.
이런 그의 관점을 실천적으로 적용한다. 그는 항상 자신이 생각해 오는 민족의 화해와 평화와 통일을 위한 준비 몇 가지를 제시하는데 북한 사람들을 이해하고 사랑하도록 힘써야 할 것, 우리의 삶의 질을 높이도록 힘써야 할 것, 북한동포 돕기를 힘써야 할 것, 교회의 협력과 일치를 이루도록 힘써야 할 것, 북한교회 발전을 위해 힘써야 할 것, 남북이 자주 만나야 하며 앞으로 북한에 가서 그들과 함께 살도록 해야 할 것, 그리고 역사의 진행이 궁극적으로 하나님의 손에 달려 있음을 인식하며 하나님의 도우심을 간구할 것이다.
북한에 대한 이런 자세와 더불어서 그는 회개의 신학을 강조한다. 우리는 북한 동포를 바라보면서 첫째 눈물을 강처럼 흘려야 하고 둘째 마음을 물 쏟듯이 쏟아야 하며 셋째 주를 향하여 손을 들고 항복하면서 "교회가 먼저 낮은 자세를 지니고 '화해와 평화와 통일'을 이룰 때 양극으로 치닫고 있는 우리 사회도 '화해와 평화와 통일'을 이루고저 하는 자극과 감동을 받게 될 것이다. 그리고 적대적으로 치닫고 있는 남북의 '화해와 평화와 통일'도 이루어질 것이다"고 강조했다. 그는 “하나님이 기뻐하시는 것은 회개이고 새로워지는 것”이라면서 “그 다음엔 서로 끌어안고 화해하는 것”이라고 말했다. 김 목사는 “한국교회만큼 분열이 심한 곳은 없다. 죄악 중의 죄악이다. 예수님이 십자가에 못박힌 것은 화해, 평화, 통일 때문”이라며 한국교회의 회개와 화해, 일치를 강조했다. “인도적 지원은 하나님의 뜻”이라는 것이다.
IV. 결론
순교자의 아들로 태어나서 북한의 공산당의 핍박을 받았지만 역설적으로 북한 동포를 그리스도의 사랑으로 품고 그들을 위해 기도와 사랑으로 실천적 사역을 감당하는 그의 모습은 많은 신앙인들의 존경을 받기에 너무나도 당연하다. 또한 신앙을 지키기위해 부모님이 계신 고향을 떠나 남으로 온 남양은 신학자와 목회자 이전에 예수 그리스도의 사랑을 실천하는 신실한 종으로서 그의 삶을 살아가는 말씀의 사람이었다.
그의 신학적 특징은 역사신학에 기초하며 어거스틴의 신학과 후에 선교신학과 통일신학으로 나타난다. 비록 그는 역사신학자이었지만 역사신학만 연구한 학자의 삶이 아니라 사랑과 선교를 품고 오히려 지역과 사회 그리고 북한과 세계를 바라보는 종말론적 눈물의 예언자의 삶을 살아가고 있다. 이런 그의 실천적 복음적 사랑은 기독교의 지평을 넓혀주고 하나님의 나라를 확장하는데 충성하는 종의 모습들이다. 이런 동기속에서 그의 통일신학은 지속적으로 실천적으로 발전하고 있다.
주도홍 박사는 남양 김명혁 박사에 대하여 다음과 같이 말한다.
```
예수님으로부터 나온 사랑과 온유, 겸손과 지혜 거기다 리더십을 가진 목회자, 학자, 기독 시민운동가로 사는 것이다. 아버지를 죽인 북한 공산당을 한 때는 원수로 여겼으나, 그는 예수님의 심장을 지닌 자로 북한을 안타깝게 여기며, 북한을 위해 기도하고 주님의 순전한 사랑으로 물심양면으로 사랑하신다. . . 그의 모습에서 종종 사랑의 사도 요한의 모습을 상상해 본다.
```

"남양 김명혁 박사의 생애와 사상"를 집필한 제자 안명준 교수는 그가 한국교회에 준 영향은 많은 후학들에게 모범이되고 눈물의 예언자 예레미아의 모습을 보게한다고 평가한다. 우리 사회와 북한을 향한 그의 눈물과 회개와 겸손의 기도의 소원은 언젠가 응답될 것이다.

## 참고문헌
- 김명혁, "나의 사랑하는 아버지, 김관주 목사님!". 뉴스파워, 2015-2-6.
- 안명준, "남양 김명혁 박사의 생애와 사상", <한국교회를 빛낸 칼빈주의자들>, 안명준외 (서울: 킹덤북스, 2020)

## 같이 보기
- 김관주
- 한경직
- 합동신학대학원대학교
- 한국복음주의신학회
- 한국복음주의협의회
- 한국장로교신학회
- 한국개혁신학회
- 종교개혁500주년기념일
- 요한칼빈탄생500주년기념사업회
- 한국의 신학자 목록
- 개혁신학자
- 안명준
- 김영한
- 박윤선